# Theodorovia karakuschensis
Theodorovia karakuschensis là loài thực vật có hoa trong họ Hoa chuông. Loài này được (Grossh.) Kolak. miêu tả khoa học đầu tiên năm 1991.